# 1524 Joensuu
Joensuu (asteróide 1524) é um asteróide da cintura principal com um diâmetro de 42,79 quilómetros, a 2,7360392 UA. Possui uma excentricidade de 0,1203993 e um período orbital de 2 003,79 dias (5,49 anos).
Joensuu tem uma velocidade orbital média de 16,88784969 km/s e uma inclinação de 12,69999º.
Esse asteróide foi descoberto em 18 de Setembro de 1939 por Yrjö Väisälä.